# Dingboche

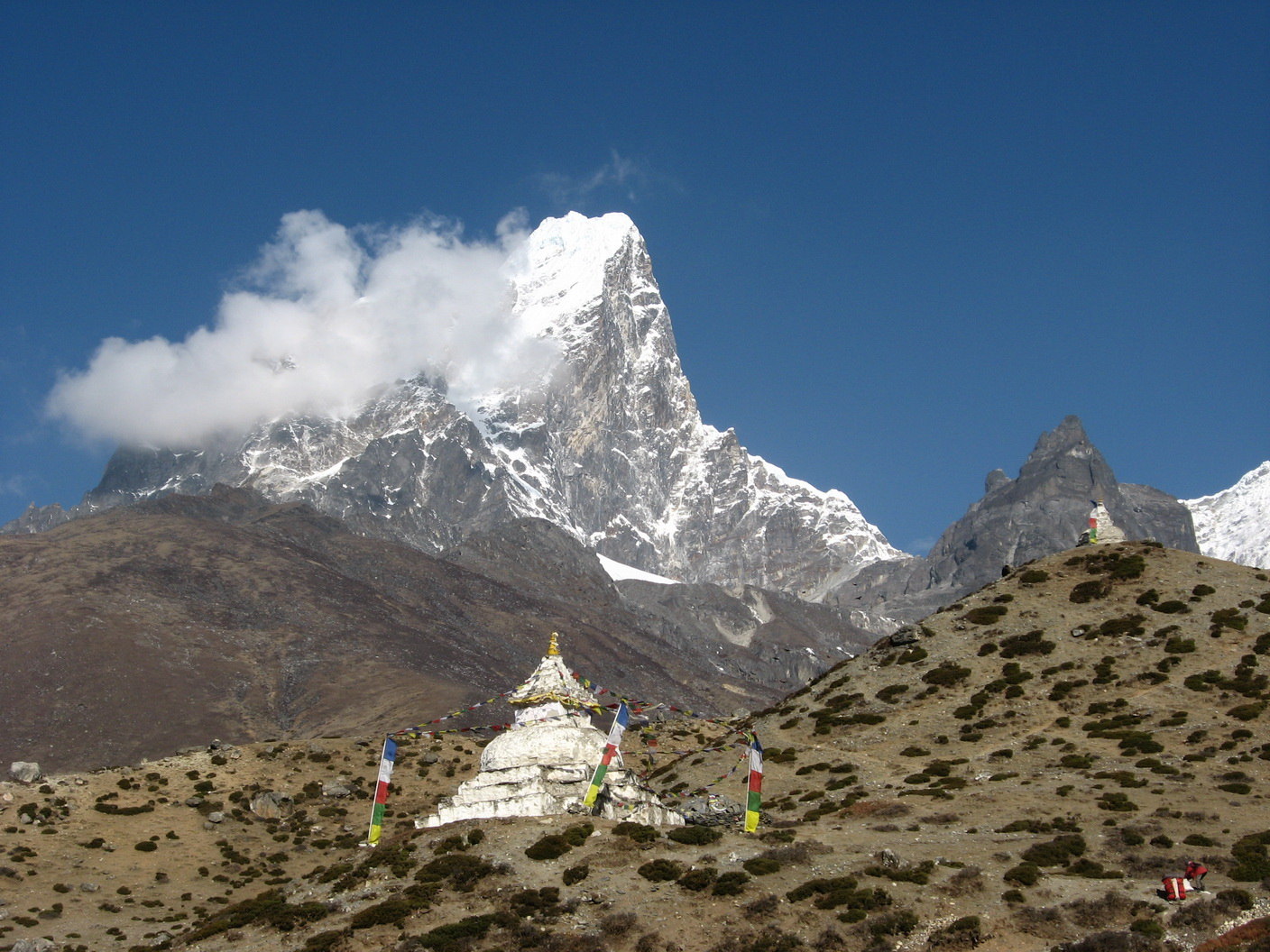
Stupa cerca de Dingboche con Ama Dablam en el fondo

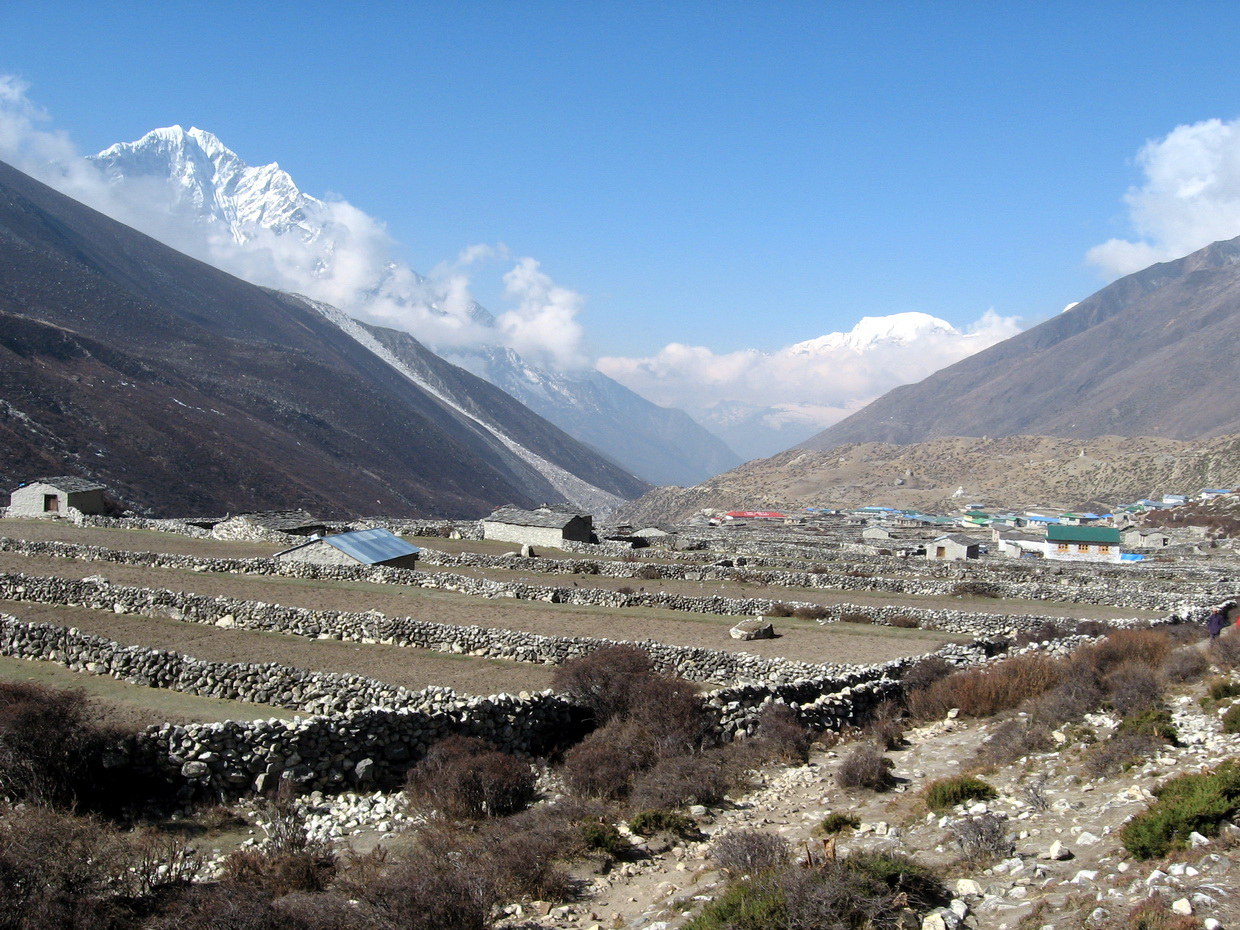
Valle del río Imja cerca de Dingboche

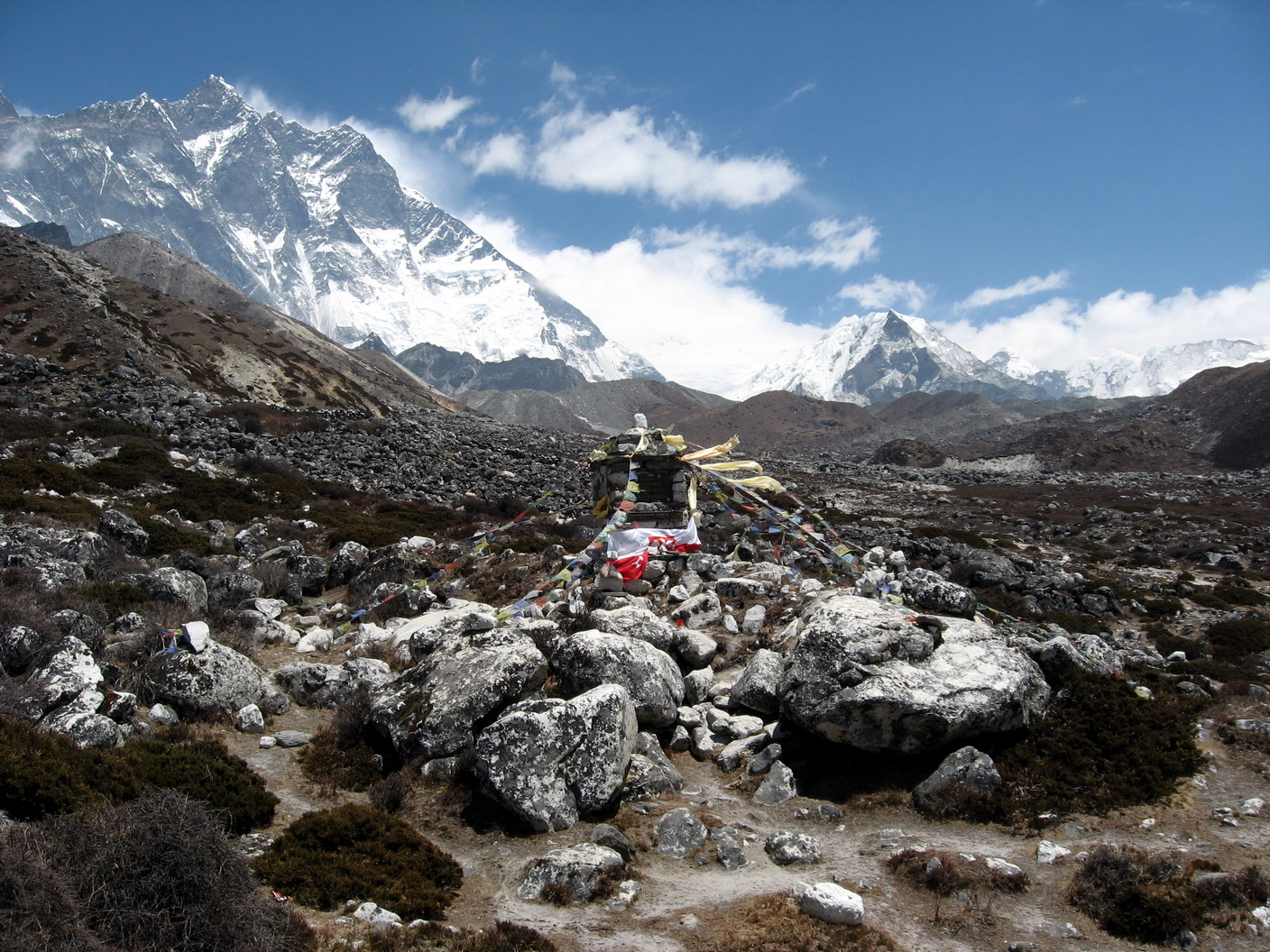
Stupa cerca del Río Imja

Dingboche es una aldea en el valle del río Imja, se encuentra al noroeste de Nepal, en el distrito de Solu-Khumbu y dentro del Parque nacional de Sagarmatha. Está situada a una altitud de unos 4.530 metros (14.800 pies), y su población se estima en alrededor de 200 personas en 2011.

## Geografía
Dingboche tiene una vista panorámica de las montañas de la cordillera del Himalaya y es una parada popular para los excursionistas y montañeros que van hacia las montañas más altas del planeta, el Everest, el Ama Dablam o el Island Peak.
El río Imja fluye directamente al sudeste de la aldea antes de unirse al río Khumbu y luego al río Duth Kosi.

## Transporte
No hay carreteras que dan acceso al pueblo, solo los senderos de senderismo, y con la excepción de algunos productos agrícolas que se producen en el pueblo, búfalos y mulas traer más de lo que se consume localmente.
Viniendo de Namche Bazaar o Tengboche, Dingboche es una mejor alternativa que el pueblo de Pheriche, siendo más ensolarada y menos afectada por los vientos helados que bajan por el valle del Khumbu. Los dos pueblos están separados 30 minutos.

## Turismo
El pueblo depende principalmente del turismo, con varios hoteles y áreas para acampar, tiene un helipuerto y se utiliza principalmente en situaciones de emergencia, y también uno del más alto de los salones de billar en el mundo.
Una de las características de Dingboche son kilómetros de muros de piedra, construidos con piedras de diferentes tamaños, que cubren todo el valle de Imja. Estas piedras se retiran del suelo para arar la tierra, hasta fin se apilan unas sobre otras creando kilómetros de muros.

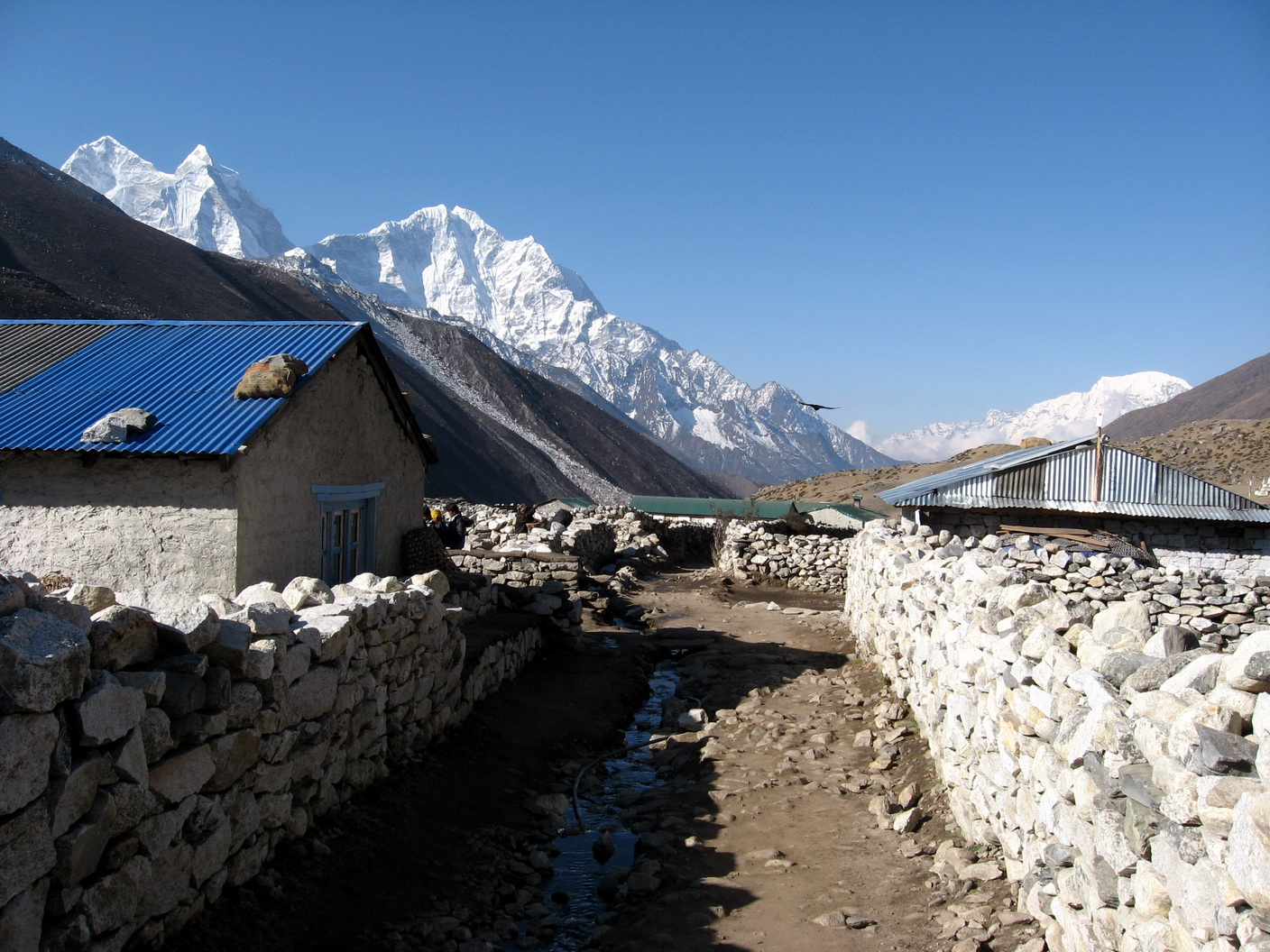
Muros de piedra en Dingboche

## Clima
Dingboche tiene veranos frescos y lluviosos e inviernos secos y fríos, afectados principalmente por su altitud y por Monzón en el verano. Para los que van a hacer senderismo, la temporada de primavera (marzo y abril) y otoño (octubre y noviembre) son las épocas ideales porque la visibilidad de las montañas es ideal y la temperatura no es demasiado fría. Durante el invierno se puede hacer senderismo, pero la gran mayoría de los alojamientos están cerrados y el frío es muy intenso.